# C-Less
Le C-Less est un camion de propreté urbaine (nettoyeur de voirie ou benne à ordures) fabriqué depuis 2012 par le fabricant de camions britannique Dennis Eagle et vendu par le constructeur français PVI. C'est la version 100% électrique du Renault Access. En 2012, la première benne à ordures électrique PVI C-Less roule à Courbevoie (Hauts-de-Seine). Le PVI C-Less, comme le Renault Access diesel, succède au Renault Puncher dont la fabrication a été stoppée en janvier 2010.